# Дневные ходовые огни

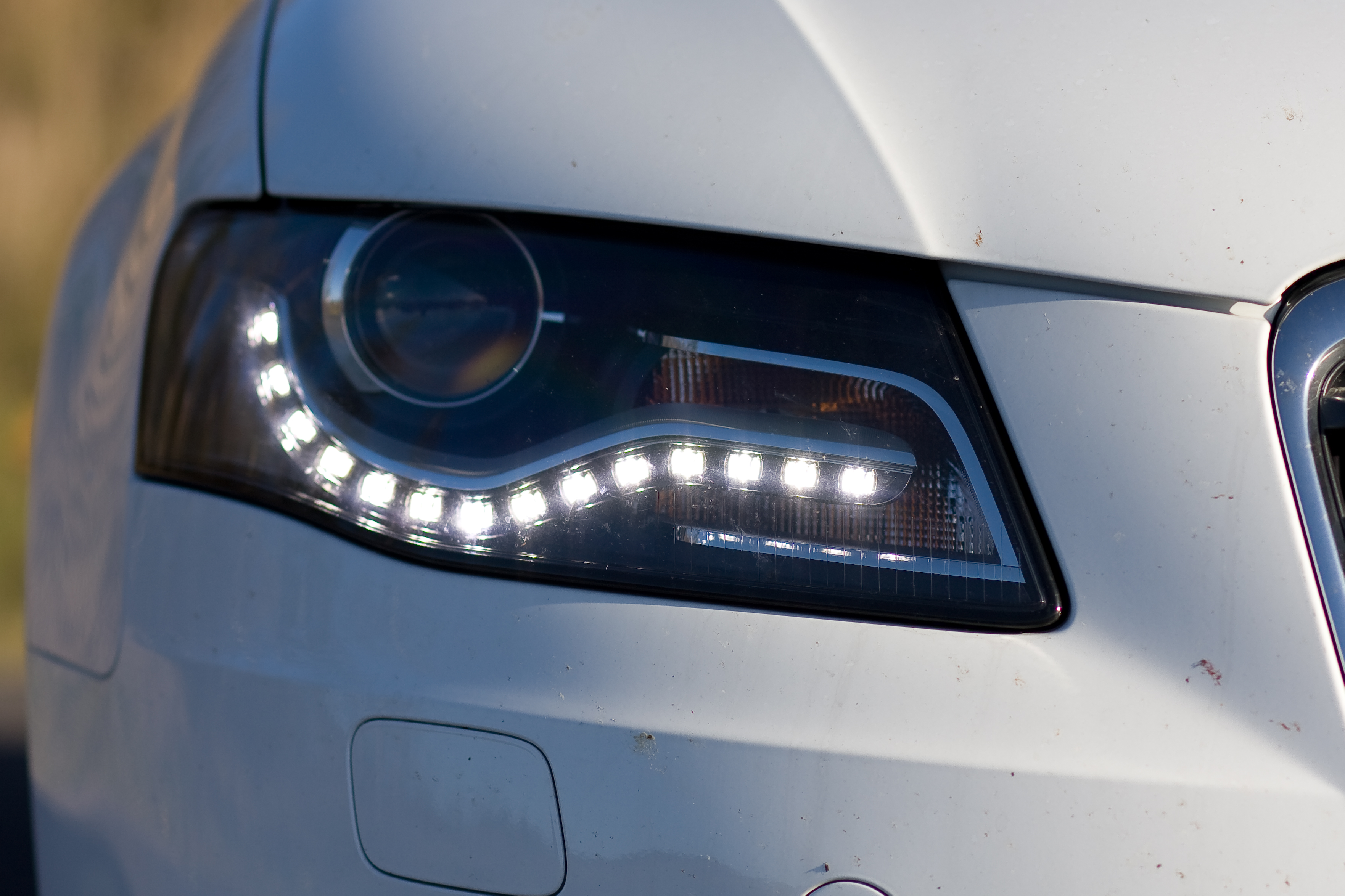
В некоторых моделях автомобилей марки Audi дневные ходовые огни, выполненные в виде лент из светодиодов, кроме своей прямой функции служат также и элементом дизайна

Дневные ходовые огни (англ. Daytime running lights, DRL) — внешние световые приборы, предназначенные для улучшения видимости движущегося транспортного средства спереди в светлое время суток.
Не следует путать дневные ходовые огни с габаритными огнями, которые имеют гораздо меньшую яркость и предназначены для обозначения габаритов автомобиля во время стоянки в темное время суток и в условиях недостаточной видимости во время стоянки (из-за чего на английском, например, называются Parking Light, буквально — «парковочный свет»).

## Исполнение
Положения о дневных ходовых огнях по всему миру различны. Основными современными типами ходовых огней являются:
- Фары ближнего света, включаемые когда автомобиль заведён
- Фары дальнего света на пониженном напряжении (для снижения интенсивности света)
- Противотуманные фары
- Отдельные передние излучатели с определёнными схемой распределения пучка и интенсивностью света
- Передние указатели поворота, работающие в постоянном режиме.

По сравнению с другими способами получения дневного ходового света, отдельные ходовые огни более безопасны и имеют меньший расход энергии, меньше бликуют, меньше маскируют неподсвеченные мотоциклы, также отсутствуют другие потенциальные недостатки.

### Фары ближнего света

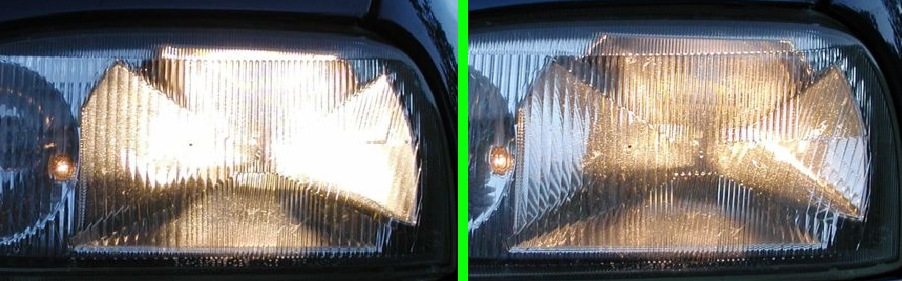
Фары ближнего света на автомобиле Volkswagen работающие на нормальном (слева) и на пониженном (справа) напряжениях

Фары ближнего света имеются на всех автомобилях и в некоторых странах Европы являются основными дневными ходовыми огнями. Великобритания требует одновременного включения фар ближнего света на пониженном напряжении с включением габаритных огней во избежание их использования только в качестве обозначения автомобиля. Использование фар ближнего света в качестве дневных ходовых огней также называют instant lights — «моментальными огнями», так как у многих автомобилей их включение связано с включением зажигания.
Многие автопроизводители используют фары ближнего света на пониженном напряжении, первоначально использовавшиеся по правилам Германии как парковочные фонари. Некоторые страны разрешают использование ближнего света в качестве ходовых огней, в то время как другие запрещают их использование во время движения, так как там такой свет используется только на припаркованных автомобилях.

### Фары дальнего света

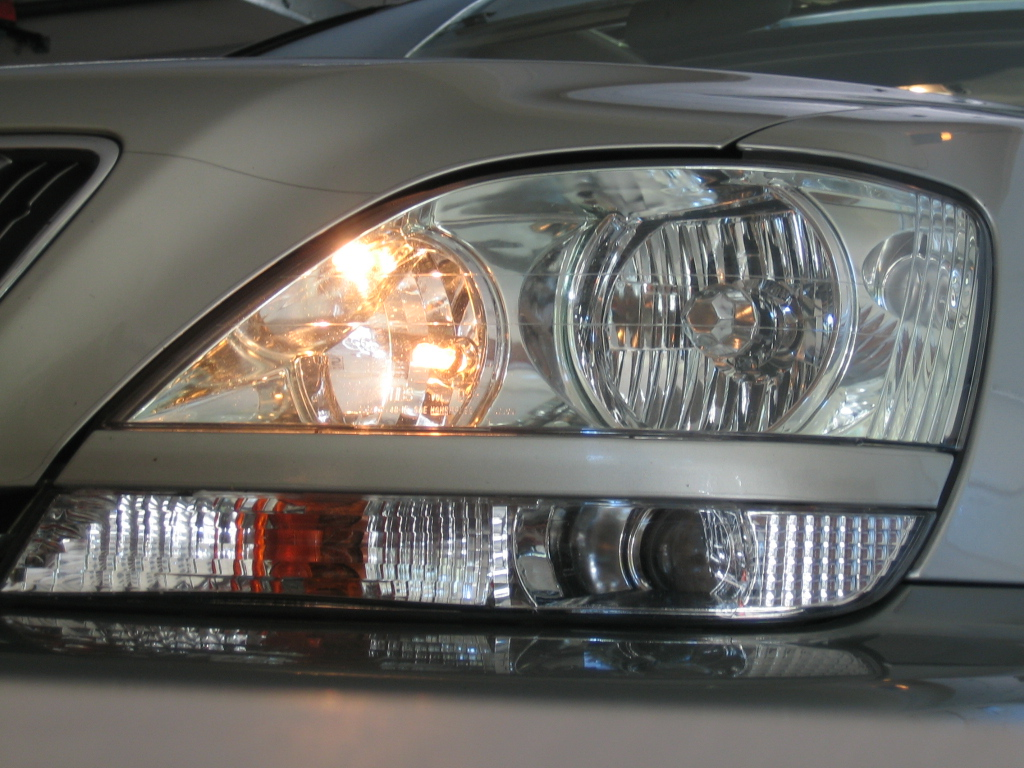
Приглушённый дальний свет фар, используемый в США и Канаде в качестве дневных ходовых огней на Lexus RX300

Приглушённый дальний свет удовлетворяет требованиям дневных ходовых огней, имея разницу между нормальным дальним и ближним светом. Этот вариант широко используется после введения 1 декабря 1989 года в Канаде обязательного оснащения автомобилей дневными ходовыми огнями.
В США в 1990 году принят аналогичный стандарт, однако использование дневных ходовых огней не является обязательным. Тем не менее, мировые производители автомобилей, поставляющие автомобили на североамериканский рынок, оснащают автомобили автоматически включающимися фарами дальнего света на пониженном напряжении (обычно, через гасящий резистор; реже, лампы включаются последовательно). Допустимая сила света в США/Канаде до 1500 кд.
В США сама идея использования дневных ходовых огней часто критикуется, так как увеличивается расход топлива, и они не делают пешеходов и мотоциклы достаточно видимыми на дорогах.

### Противотуманные фары
Российские ПДД разрешают использование противотуманных фар для обозначения движущегося транспортного средства (пункт 19.4 Правил). Хотя во многих странах использование противотуманных фар в дневное время, и в ночное время при отсутствии условий недостаточной видимости — запрещено.

### Отдельные дневные ходовые огни

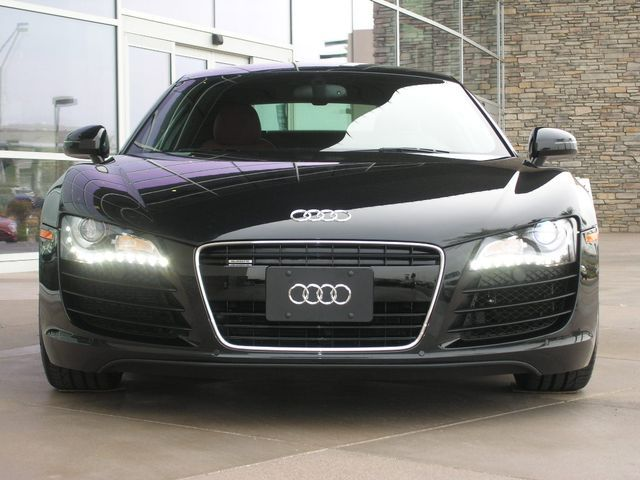
Светодиодная лента под фарами используемая в качестве дневных ходовых огней на Audi R8

Обязательное наличие функционально независимых дневных ходовых огней было введено в скандинавских странах. Экспортирующие в эти страны автопроизводители оснащали новой системой как экспортируемые модели, так и модели доступные для продажи в других странах. На протяжении десятилетий вся Европа принимала и обсуждала обязательность применения дневных ходовых огней.
В Скандинавских странах некоторые автомобили оснащались отдельными излучателями (фарами) с лампой накаливания (обычно мощностью 6—21 Вт). Этот вариант очень близкий к североамериканскому и не даёт преимуществ в плане расхода топлива.
В последние годы в качестве дневных ходовых огней стали использовать мощные светоизлучающие диоды белого цвета свечения. Использование светодиодных излучателей имеет преимущества в плане экономии топлива и удобства размещения на автомобиле, а также даёт широкие возможности их использования как элементов дизайна. Обычно, при включении головного света, такие излучатели продолжают светиться на пониженной яркости.
Правила ЕЭК ООН № 87 определяют параметры внешних дневных ходовых огней, которыми будут оснащать (согласно правилу ЕЭК ООН № 87 с 2011 года) все новые автомобили. Согласно правилам излучатели дневных огней должны занимать площадь от 25 см² до 200 см² (в России «не менее 40 см²»). И излучать свет силой от 400 до 1200 кд (в России от 400 до 800 кд).
В правилах ЕЭК № 48 были согласованы инструкции по установке дневных ходовых огней в Европе в 1995 году. Согласно правилам, ходовые огни должны быть установлены не ниже 250 мм и не выше 1500 мм. Минимальное расстояние между парой огней 600 мм, а от края не дальше 400 мм.

### Режим работы
Согласно ГОСТ Р 41.48-2004 (прекратил действие в 2018 году) дневные ходовые огни должны выключаться при включении головного света, которым являются фары ближнего, дальнего света и противотуманные фары.
ГОСТ Р 41.48-2004 чётко определяет режим работы дневных ходовых огней: «В случае их установки дневные ходовые огни должны включаться автоматически, когда приведён в положение „включено“ орган управления запуском/остановом двигателя. Должна быть обеспечена возможность приведения в действие и отключения функционирования автоматического включения дневных ходовых огней без помощи инструмента. Дневные ходовые огни должны выключаться автоматически, когда включаются головные фары, за исключением тех случаев, когда головные фары включаются на короткий промежуток времени для сигнализации участникам движения».
Автопроизводители добавляют и дополнительные сервисные функции, такие как: выключение дневных ходовых огней при активации стояночного тормоза, при движении задним ходом, а также при постановке селектора автоматической коробки переключения передач в положение Parking. Также блокируется включение дневных ходовых огней в момент запуска двигателя (при работе стартёра). Все эти варианты не соответствуют ГОСТ, так как при этом орган управления запуском/остановом двигателя (ключ зажигания) находится во включенном положении.

### Источник света
Российские ГОСТ Р 41.48-2004 (Правила ЕЭК ООН № 48) и ГОСТ Р 41.87-99 (Правила ЕЭК ООН № 87) не устанавливают конкретный тип источника света (лампа накаливания, газоразрядная лампа или светоизлучающий диод). В ГОСТ Р 41.87-99 определяется только сила излучаемого света, форма светового пучка, освещающая поверхность и цветовая температура. Согласно подпункту 7.1 «На исходной оси сила света, излучаемая каждым огнём, не должна быть ниже 400 кд». Кроме того, этот ГОСТ допускает использование совмещённых излучателей.
Использование противотуманных фар с пониженным излучением и постоянное горение передних сигналов поворота во многих странах не принимается, так как из-за своих свойств противотуманные фары могут ослеплять водителей даже при меньшей интенсивности излучения, а сигналы поворота вносят двусмысленность.

## Безопасность

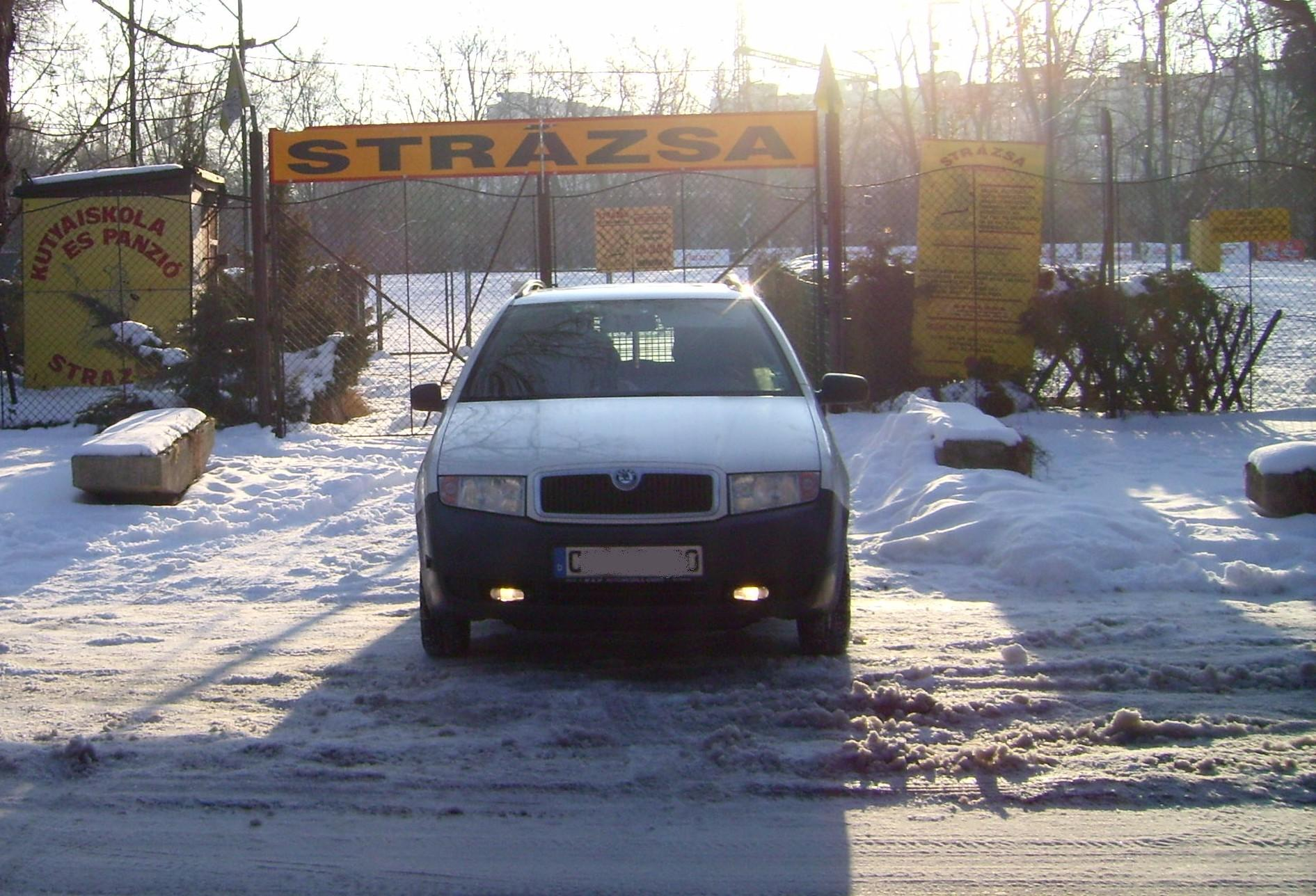
Работающие дневные ходовые огни европейского типа мощностью 6 Вт зимой

Многочисленные исследования, проводившиеся начиная с 1970 года, приходят к выводу, что дневные ходовые огни повышают уровень безопасности. Тем не менее исследования, проводимые в США в 2008 году Администрацией национальной безопасности по дорожному движению, в ходе которых были проанализированы лобовые и боковые аварии с участием двух автомобилей, автомобиля и пешехода, мотоцикла и велосипеда, показали, что дневные ходовые огни не дают статистически значимого снижения частоты и тяжести, за исключением лёгких грузовиков и микроавтобусов, где сокращение числа аварий произошло на 5,7 %.

## Законодательство

### Скандинавские страны

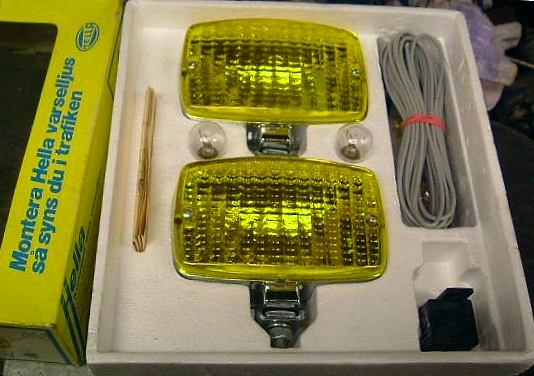
Комплект для дооснащения дневными ходовыми огнями производства Hella, предложенный в Швеции в 1970-х годах. Надпись на упаковке гласит: «Установка фар восприятия сделает Вас заметным на дороге».

Дневные ходовые огни были впервые использованы в странах Скандинавского полуострова, где естественное освещение зимой недостаточно на протяжении всего дня. В 1977 году впервые в Швеции было введено широкое обязательное использование ходовых огней. В то время их функция называлась varselljus («свет проницательности» или «уведомляющие огни»). Появление этих правил обязывало использовать 21-ваттные лампы, аналогичные использованным в стоп-сигналах или сигналах поворота, испускающих жёлтый или белый свет с силой приблизительно 400—600 кд на ось. Дневным ходовым огням надлежало быть размещёнными на краях слева и справа на передней части автомобиля. Финляндия приняла использование дневных огней в 1972 году на сельских дорогах в зимнее время, а в 1982 году на сельских дорогах в летнее и 1997 годах на всех дорогах в течение всего года; Норвегия в 1986 году, Исландия в 1988 году, и Дания в 1990 году. Для упрощения выполнения требований, было разрешено использовать для целей обозначения огни ближнего света. Учитывая ЕЭК, в этих странах разрешено использование огней с силой 450 кд на ось. Из-за этого ДХО получили широко распространённое в России и странах СНГ название «Скандинавский свет».

### Россия
В России с 20 ноября 2010 года вступили в силу поправки в ПДД, требующие, согласно п.19.5, чтобы в светлое время суток на всех движущихся транспортных средствах с целью их обозначения были включены либо фары ближнего света, либо дневные ходовые огни, либо (согласно п.19.4) противотуманные фары. При этом преимущество дневных ходовых огней в том, что количество расходуемого для их свечения топлива в несколько раз меньше, чем при использовании ближнего света фар, кроме которых также включается подсветка приборной панели, передние и задние габаритные фонари, что в свою очередь приводит к более частой замене применяемых в них ламп. При использовании дневных ходовых огней задние габаритные фонари, как правило, не горят, что хорошо сказывается на распознаваемости стоп-сигналов сзади идущим транспортом.

Штатные дневные ходовые огни Lada Granta

Первым российским автомобилем, оснащённым дневными ходовыми огнями, стала Lada Granta: модель оснащена отдельными оптическими элементами с лампами накаливания, мощностью 21 Вт. Позднее ДХО получили Lada Priora (2013), и Lada 4×4 (2014).